# Jesse Kellerman
Pour les articles homonymes, voir Kellerman.
Œuvres principales
- Les Visages

Jesse Kellerman, né le 1er septembre 1978 à Los Angeles en Californie, est un écrivain américain de romans policiers. Il est le fils des écrivains Jonathan Kellerman et Faye Kellerman. Il a étudié la psychologie à l'université de Harvard et l'écriture à Brandeis.

## Œuvres

### SérieLe Golem
1. Le Golem d'Hollywood, Seuil, 2015 ((en) The Golem of Hollywood, 2014), trad. Julie Sibony, 576 p.  (ISBN 978-2-02-123344-5)Écrit avec Jonathan Kellerman.
2. Que la bête s'échappe, Seuil, 2016 ((en) The Golem of Paris, 2015), trad. Julie Sibony, 496 p.  (ISBN 978-2-02-130609-5)Écrit avec Jonathan Kellerman.

### SérieClay Edison
1. Exhumation, Seuil, 2018 ((en) Crime Scene, 2017), trad. Julie Sibony, 400 p.  (ISBN 978-2-02-138762-9)Écrit avec Jonathan Kellerman.
2. (en) A Measure of Darkness, 2018Écrit avec Jonathan Kellerman.
3. (en) Half Moon Bay, 2020Écrit avec Jonathan Kellerman.
4. (en) The Burning, 2021Écrit avec Jonathan Kellerman.

### Romans indépendants
- (en) Sunstroke, 2006
- Jusqu'à la folie, Les Deux Terres, 2011 ((en) Trouble, 2007), trad. Julie Sibony, 384 p.  (ISBN 978-2-84893-101-2)
- (en) Les Visages (The Genius), 2008, trad. Julie Sibony, 400 p.  (ISBN 978-2-35584-026-5)Grand prix des lectrices de Elle. Son premier roman publié en France. Publié au Royaume-Uni sous le titre The Brutal Art
- Beau parleur, Les Deux Terres, 2012 ((en) The Executor, 2010), trad. Julie Sibony, 352 p.  (ISBN 978-2-84893-124-1)
- Bestseller, Les Deux Terres, 2013 ((en) Potboiler, 2012), trad. Julie Sibony, 400 p.  (ISBN 978-2-84893-142-5)Publié au Royaume-Uni sous le titre I'll Catch You